# Giogiò Franchini
Giogiò Franchini (* 11. Juli 1959 in Neapel) ist ein italienischer Filmeditor.
Seit 1993 war Franchini an mehr als 90 Film- und Fernsehproduktionen beteiligt. 2003 inszenierte mit Il pareggio non esiste einen Dokumentarkurzfilm, 2014 inszenierte er die Dokumentation Lo sposo di Napoli. Appunti per un film su Achille Lauro, bei der er auch die Kameraarbeit übernahm. 
2008 wurde er mit David di Donatello für den Besten Schnitt ausgezeichnet. Zuvor war er 2005 bereits für den Preis nominiert gewesen, nach der Auszeichnungen folgten fünf weitere Nominierungen. Bislang acht Mal war er für den Nastro d’Argento in der Kategorie Bester Schnitt nominiert. 

## Filmografie (Auswahl)
- 1996: Pianese Nunzio – 14 im Mai (Pianese Nunzio, 14 anni a maggio)
- 1997: Oh, Tano! Für Dich lohnt es sich zu sterben (Tano da moriri)
- 2006: La Terra
- 2013: Miele
- 2015: Per Amor vostro
- 2016: Slam
- 2018: Euforia
- 2019: Der Mann ohne Gravitation (L’uomo senza gravità)
- 2020: Padrenostro
- 2023: Die letzte Nacht in Mailand (L’ultima notte di Amore)